# Kurt Gödel
Kurt Gödel (Brünn, 1906. április 28. – Princeton, New Jersey, 1978. január 14.) osztrák matematikus, logikus és tudományfilozófus.

## Élete

### Gyermekkora
Az Osztrák–Magyar Monarchia idejében Morvaország fővárosában Brünnben (ma Csehország, Brno) született 1906. április 28-án. Apja, Rudolf Gödel, egy textilgyár igazgatója, anyja Marianne Gödel (született Handschuh) volt. Német anyanyelvű családban az ifjú állandó érdeklődő kérdései miatt Herr Warumnak („Miért úr”) hívták. Német nyelvű általános és középiskolába járt, ez utóbbit kitüntetéssel fejezte be 1923-ban. Eleinte a nyelvek, később a történelem és a matematika érdekelte.

### Bécsi tanulmányai
18 évesen a Bécsi Egyetem hallgatója lett. Ekkor már kitűnően ismerte az egyetemi szintű matematika-tananyagot. Bár eredetileg elméleti fizikával akart foglalkozni, felvett matematikai és filozófiai kurzusokat is. Kant Metaphysische Anfangsgründe der Naturwissenschaft című művét tanulmányozta, és részt vett a bécsi kör ülésein Moritz Schlickkel, Hans Hahnnal és Rudolf Carnappal.
Ezután számelmélettel kezdett foglalkozni, majd miután részt vett Moritz Schlick egy szemináriumán, amin Bertrand Russell Introduction to mathematical philosophy című könyvét tanulmányozták, felébredt érdeklődése a matematikai logika iránt.
Ekkoriban találkozott későbbi feleségével, Adele Nimburskyvel. Gödel ekkor már cikkeket publikált a logika témájából, és Bolognában meghallgatta David Hilbert előadását a matematikai rendszerek teljességéről és konzisztenciájáról. 1929-ben osztrák állampolgár lett, és Hans Hahn irányítása mellett elkészítette doktori értekezését. Disszertációja az elsőrendű logika teljességi tételét tartalmazta.

### Bécsi tevékenysége
1930-ban megkapta a PhD fokozatot. Teljességi tételének némiképpen átalakított verzióját a Bécsi Tudományos Akadémia publikálta. 1931-ben publikálta nevezetes nemteljességi tételét Über formal unentscheidbare Sätze der Principia Mathematica und verwandter Systeme című cikkében.
Ebben igazolta, hogy minden rekurzívan felsorolható axiómarendszer, ami tartalmazza az aritmetikát (mint például a Peano-axiómarendszer vagy a halmazelmélet Zermelo–Fraenkel axiómarendszere), ha ellentmondásmentes, akkor tartalmaz megoldhatatlan problémákat. Továbbá, mindig ilyen formula az adott rendszer ellentmondásmentességét állító formula.
Ez végső csapást mért a matematika axiomatizálásának Hilbert-féle programjára. Tulajdonképpen a nemteljességi tétel bizonyításának kulcsgondolata az, hogy Gödel megadott egy formulát, ami pontosan akkor igaz, ha nem bizonyítható. Így, hacsak rendszerünk nem ellentmondásos, sem a formula, sem tagadása nem lehet bizonyítható. Ennek precíz bizonyításához Gödel nehéz technikai fogalmakat vezetett be, mint a Gödel-számozás és bizonyíthatóság. 1932-ben habilitált és 1933-ban Privatdozent (=fizetés nélküli előadó) lett a bécsi egyetemen.
Mivel nem különösebben érdekelte a politika, Hitler 1933-as németországi hatalomra jutása eleinte nem tett Gödelre különösebb hatást. Amikor azonban Schlicket egy nemzetiszocialista hallgató meggyilkolta, Gödel elszenvedte első idegösszeroppanását.

### Látogatása az Amerikai Egyesült Államokban
Ebben az évben látogatott először az Amerikai Egyesült Államokba. Találkozott Einsteinnel, aki később legközelebbi barátja lett. Gödel előadást tartott az Amerikai Matematikai Társaság 1933. évi konferenciáján.
1934-ben előadássorozatot tartott az Institute for Advanced Studyban (IAS) (Princetoni Egyetem) „Formális matematikai rendszerek eldönthetetlen problémáiról” címmel. Stephen Kleene jegyzetei nyomán az előadás nyomtatott formában is megjelent. 1935 nyarán ismét ellátogatott az IAS-be. Az utazás és a megfeszített munka kimerítette, ezt követő depressziójából az egész következő évben lábadozott. 1937-ben kezdett el ismét dolgozni, ekkor bizonyította be a kontinuumhipotézis konzisztenciáját a konstruálható halmazok modelljének segítségével. 1938. szeptember 20-án összeházasodott Adele-lel. 1938 őszén ismét meglátogatta az IAS-t, 1939 tavaszán pedig a Notre Dame Egyetemet.

### Princetoni évek
Ausztria 1938-ban, az Anschluss után a náci Németország része lett. Mivel Németországban megszűnt a Privatdozent cím, fenyegető veszéllyé vált, hogy Gödelt besorozzák.
1940 januárjában feleségével elhagyta Európát és a transzszibériai expresszel Oroszországon, majd Japánon keresztül megérkezett az USA-ba. San Franciscóba 1940. március 4-én érkeztek, majd Princetonban telepedtek le, ahol Gödel ismét állást kapott az IAS-ben. Itt elsősorban filozófiával és fizikával foglalkozott: tanulmányozta Gottfried Wilhelm Leibniz valamint Kant és Edmund Husserl műveit.
Az 1940-es évek végén megmutatta, hogy az Einstein-féle általános relativitáselmélet egyenleteinek létezik paradox megoldása.
1946-ban véglegesítették állását az IAS-ban, 1953-ban professzor lett.
1976-ban ment nyugdíjba.
1948-ban megkapta az amerikai állampolgárságot.
1951-ben (megosztva) megkapta az első Albert Einstein-díjat.
1974-ben megkapta a National Medal of Science-t.
Az 1970-es években a mélyen vallásos Gödel barátainak megmutatott egy kéziratot, amiben Leibniz ontológiai istenbizonyítékát dolgozta ki.

### Halála
Gödel csöndes, szerény, visszahúzódó személy volt. Paranoiás volt, gyakorlatilag csak a feleségében és Einsteinben bízott meg. Élete végén még gyanakvóbbá vált, attól tartott, meg akarják mérgezni. Csak a feleségétől fogadott el ételt, ezért, amikor a feleségének egy kisebb operáció miatt kórházba kellett vonulnia, semmilyen ételt nem vett magához. A koplalás következményeibe halt bele 1978. január 14-én, Princetonban.

## Jelentősége
Leghíresebb eredménye a nemteljességi tétel, ami azt állítja, hogy minden ellentmondásmentes rekurzívan felsorolható axiómarendszer, ami tartalmazza a természetes számok axiómarendszerét, nem teljes, azaz, vannak eldönthetetlen problémái. További nevezetes eredményei a teljességi tétel, ami szerint minden ellentmondásmentes elméletnek van modellje, valamint az, hogy a halmazelmélet axiómarendszereiben nem lehet megcáfolni sem a kiválasztási axiómát sem a kontinuumhipotézist.
Minden idők egyik legnagyobb logikusa volt. Amikor az amerikai Time hírmagazin 1999. március 29-én különszámot jelentetett meg a 20. század száz legfontosabb tudósáról, két matematikusról írtak cikket: egy hosszút Gödelről és egy rövidet Erdős Pálról.

### Gödelről elnevezett intézmények
Az 1987-ben alapított Kurt Gödel Társaság az ő nevét vette fel. A társaság a logika, a filozófia és a matematika története kutatásának elősegítésével foglalkozó nemzetközi szervezet.
Gödelhez kötődik az az érdekes történet, amely szerint állampolgársági meghallgatása során Einstein tanácsa ellenére arról tájékoztatta az eljáró bírót, miszerint felfedezte a diktatúra egyesült államokbeli bevezetésének törvényes módját. Az apró fiaskó ellenére a bíró, aki igen türelmes ember volt, megítélte Gödel részére az állampolgárságot.

## Fontosabb publikációi
- Über formal unentscheidbare Sätze der Principia Mathematica und verwandter Systeme, Monatshefte für Mathematik und Physik, vol. 38 (1931)
- The Consistency of the Axiom of Choice and of the Generalized Continuum Hypothesis with the Axioms of Set Theory. Princeton University Press, Princeton, NJ. (1940)

## Könyvek

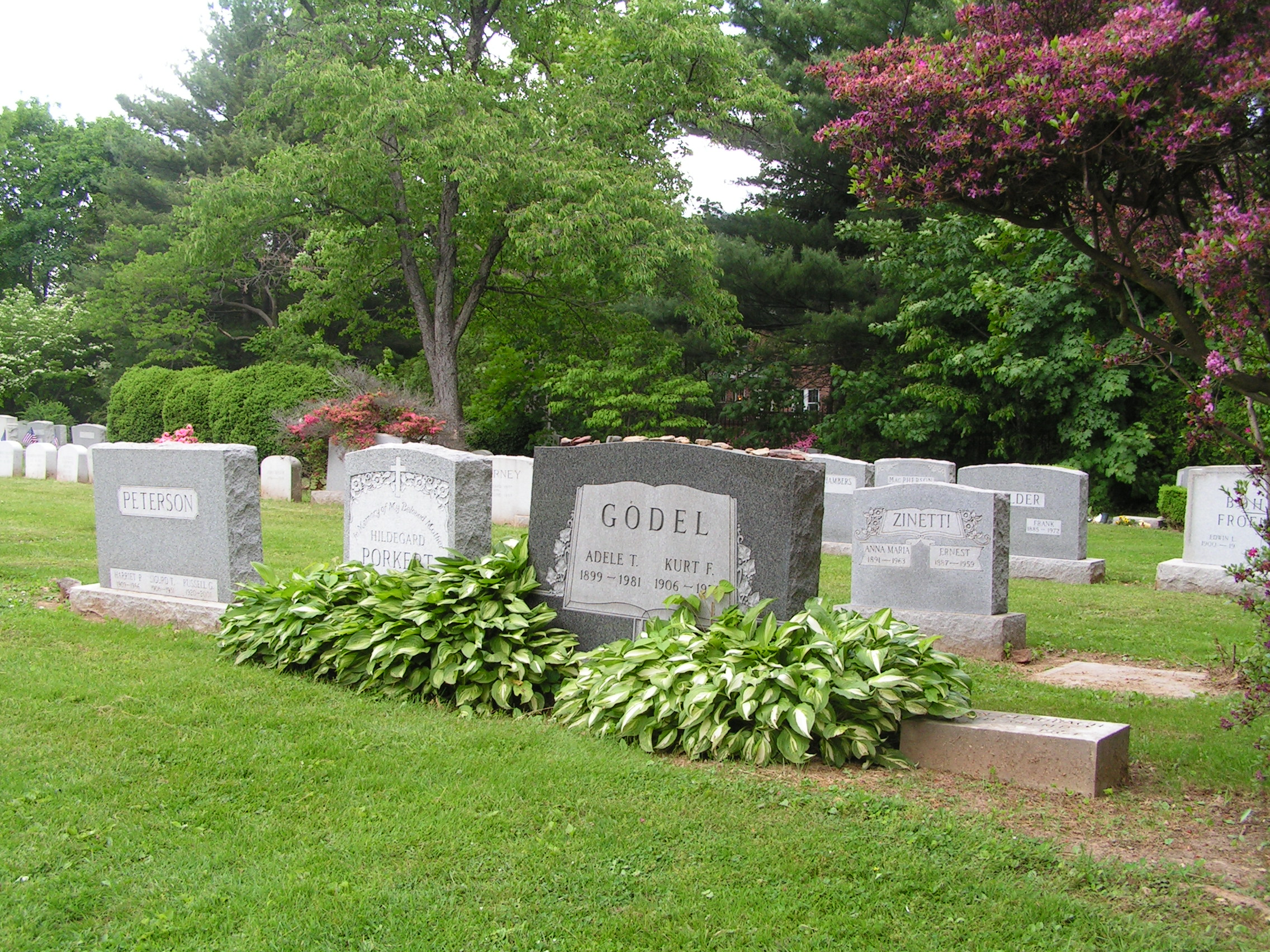
Sírja Princetonban.

### Könyvek Gödelről
- Dawson, John W. Logical dilemmas: The life and work of Kurt Gödel. A K Peters (ISBN 1-56881-025-3)
- Depauli-Schimanovich, Werner, & Casti, John L. Gödel: A life of logic. Perseus (ISBN 0-7382-0518-4)
- Hintikka, Jaakko (2000). On Gödel. Wadsworth (ISBN 0-534-57595-1)
- Wang, Hao (1996) A logical journey: From Gödel to philosophy. Cambridge, MA: MIT Press
- Yourgrau, Palle (2004) A World Without Time: The Forgotten Legacy of Gödel and Einstein. Basic Books (ISBN 0-465-09293-4)

### Könyvek Gödel matematikai eredményeiről
- Goldstein, Rebecca (2005). Incompleteness: The Proof and Paradox of Kurt Godel (Great Discoveries). W. W. Norton & Company ISBN 0-393-05169-2
- Nagel, Ernst, & Newman, James R. Gödel's Proof. New York University Press ISBN 0-8147-5816-9
- S. G. Shanker (szerk.) (1988). Gödel's Theorem, Routledge ISBN 0-7099-3357-6

#### Magyarul
- Douglas R. Hofstadter: Gödel, Escher, Bach. Egybefont gondolatok birodalma. Metaforikus fúga tudatra és gépekre, Lewis Carroll szellemében; (ford. Lipovszki Gábor), Typotex, Bp., 1998, 777 oldal ISBN 963-7546-99-5
- Raymond Smullyan: Gödel nemteljességi tételei; ford. Csaba Ferenc; Typotex Kiadó, Bp., 2005 ISBN 978-963-9548-98-5
- Torkel Franzén: Gödel nemteljességi tételei. Értelmezések és félreértések; ford. Csaba Ferenc; Typotex, Bp., 2013 ISBN 978-963-4930-55-6
- Holt, Jim: Amikor Einstein Gödellel sétált (ford. Jakabffy Imre, Jakabffy Éva), Typotex, Bp., 2019 ISBN 978-963-4930-55-6